# Geschichte Bratislavas
Dieser Artikel gibt einen chronologischen Überblick über die Ereignisse in der Geschichte der slowakischen Hauptstadt Bratislava (bis 1919 slowakisch Prešporok, deutsch Preßburg/Pressburg, ungarisch Pozsony).

## Ur- und Frühgeschichte

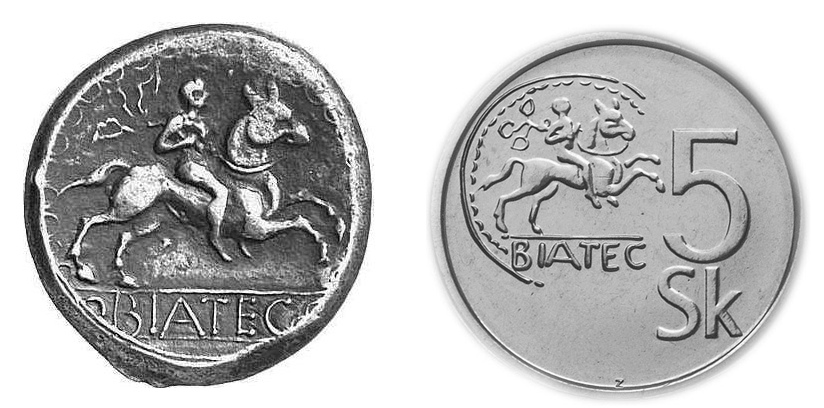
Eine keltische Münze und deren Nachbildung in Form einer modernen 5-Kronen-Münze

Die ältesten Primaten-Funde im Gebiet des heutigen Bratislava wurden 1957 im Stadtteil Devínska Nová Ves gemacht, dabei kamen sieben Skelette des (Epi) Pliopithecus vindobonensis zum Vorschein. Diese sind auf 25 bis 15 Millionen Jahre datiert worden. Jüngeren Datums (14–10 Mio.) sind die Zahnfunde eines Griphopithecus suessi (früher als Dryopithecus darwini oder Sivapithecus darwini bezeichnet), welche im gleichen Gebiet schon im Jahre 1902 entdeckt wurden.
Aus der Altsteinzeit sind Funde von Faustkeilen und anderen Steinwerkzeugen des Homo heidelbergensis (um zirka 450.000 sowie um 300.000) sowie der Neandertaler bekannt. In der Jungsteinzeit wurde dann das Stadtgebiet nachweislich durch Vertreter der Linearbandkeramischen Kultur besiedelt.
Später ab etwa 400 v. Chr. bis 50 v. Chr. siedelten die Kelten (Stamm der Boier) auf dem Gebiet, wobei ab etwa 115 v. Chr. ein bedeutendes keltisches Oppidum (befestigte Stadt) mit einer Münzprägestätte belegt ist. Als Reste davon haben sich auf dem Burghügel eine „Akropolis“ und ein paar Siedlungsstätten unterhalb von dieser erhalten. Ein wichtiger Grund für dessen Blüte und Bedeutung war die Lage am Kreuzungspunkt zweier wichtiger vorgeschichtlicher Verkehrswege, der Donau in West-Ost-Richtung und der Bernsteinstraße in Nord-Süd-Richtung. Somit gab es im heutigen Bratislava zum ersten Mal in seiner Geschichte ein richtiges Stadtgebilde, dieser „Status“ konnte aber erst nach zwei weiteren Versuchen des „Stadtdaseins“ im 9. und 11. Jahrhundert wirklich gefestigt werden. Die Blütezeit des Oppidums endete bereits in der Mitte des 1. Jahrhunderts v. Chr. wieder; in den folgenden Jahrzehnten bis ins frühe 1. Jahrhundert n. Chr. ist dann auf dem Burghügel eine boisch und dakisch geprägte Besiedlung nachweisbar.
Eine zweite keltische Siedlung existierte während des 1. Jahrhunderts v. Chr. auf dem Burghügel von Bratislava-Devín.

## Römische Zeit

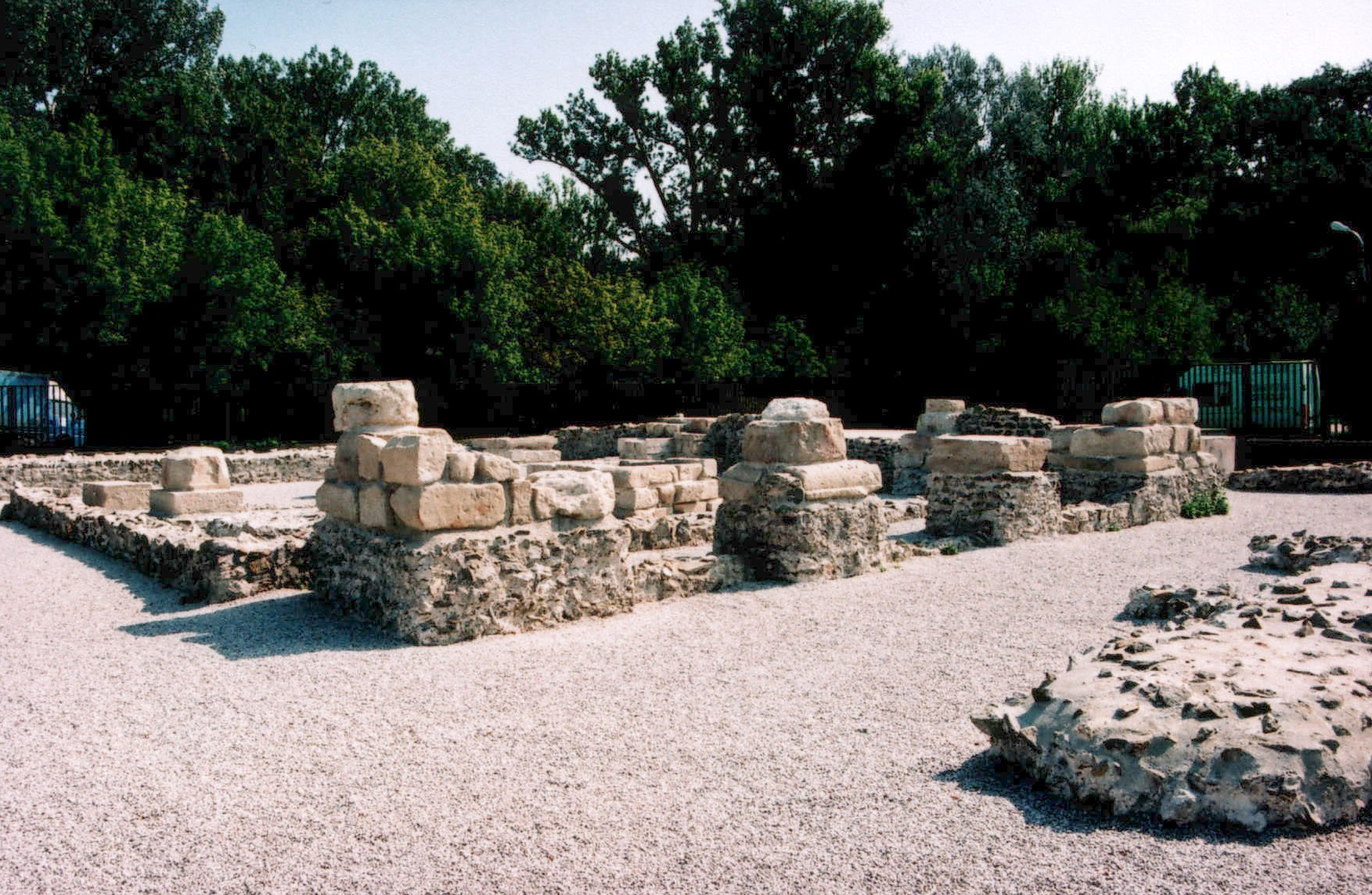
Ruinen der römischen Siedlung Gerulata im Stadtteil Rusovce

Um die Zeitenwende erreichte die Expansion des Römischen Reiches die Donau, sodass auch die strategisch wichtige Lage von Bratislava in dessen Blick geriet. Teilweise wird angenommen, dass der Burghügel von Devín bei dem römischen Feldzug gegen Marbod im Jahr 6 n. Chr. eine Rolle spielte, weil dort zahlreiche römische Funde aus dieser Zeit entdeckt wurden. Ungefähr zur gleichen Zeit, also zu Beginn des 1. Jahrhunderts n. Chr., siedelten sich auch erste germanische Gruppen im heutigen Bratislava an.
In den folgenden Jahrzehnten, während des 1. Jahrhunderts n. Chr., kristallisierte sich die Donau als Grenze des direkten römischen Machtbereiches heraus, sodass der sogenannte Donaulimes entstand. Damit verlief die Reichsgrenze mitten durch die heutige Stadt Bratislava. Die Stadtteile südlich der Donau gehörten zum Römischen Reich und waren durch die militärischen Einrichtungen des Limes geprägt, allen voran das Kastell Gerulata. Nördlich der Donau intensivierte sich die germanische Besiedlung, allerdings erstreckten sich die römischen Machtinteressen und damit auch ihre militärischen Aktivitäten wiederholt auch auf diese Flussseite.
Aus dem 3. Jahrhundert stammen die Überreste eines in römischer Technik errichteten Privatbads (balneum) eines germanischen Fürsten bei Dúbravka, die ungenau als villa rustica bekannt ist.

## Völkerwanderung und Frühmittelalter
Am Ende der Völkerwanderung erreichten um 500 im Zuge von Wanderbewegungen die Stämme der Slawen das Gebiet und siedelten sich hier an. Ab zirka 600 besetzten auch die Awaren die westlichen Teile der heutigen Stadt, während die östlichen Teile rein slawisch blieben. Infolge des Aufstandes der Slawen gegen die awarische Vorherrschaft in der Gegend von Theben (Devín) wurde 623 Samo zum König der Slawen gewählt (möglicherweise auf der Thebener Burg), der das Reich des Samo errichtete. Dieses hatte mindestens bis 658 Bestand und schloss das Gebiet des heutigen Bratislava mit ein. Nach dieser Phase sind für das Gebiet bis ins späte 8. Jahrhundert keinerlei Aufzeichnungen verfügbar, somit ist der Fortbestand des Reiches von Samo ungewiss. Den archäologischen Funden zufolge jedoch hielten sich die Awaren (neben den Slawen) hier und an anderen Orten bis etwa 800, als sie infolge von internen Konflikten sowie in den Kämpfen mit Karl dem Großen und mit den Slawen dezimiert wurden.

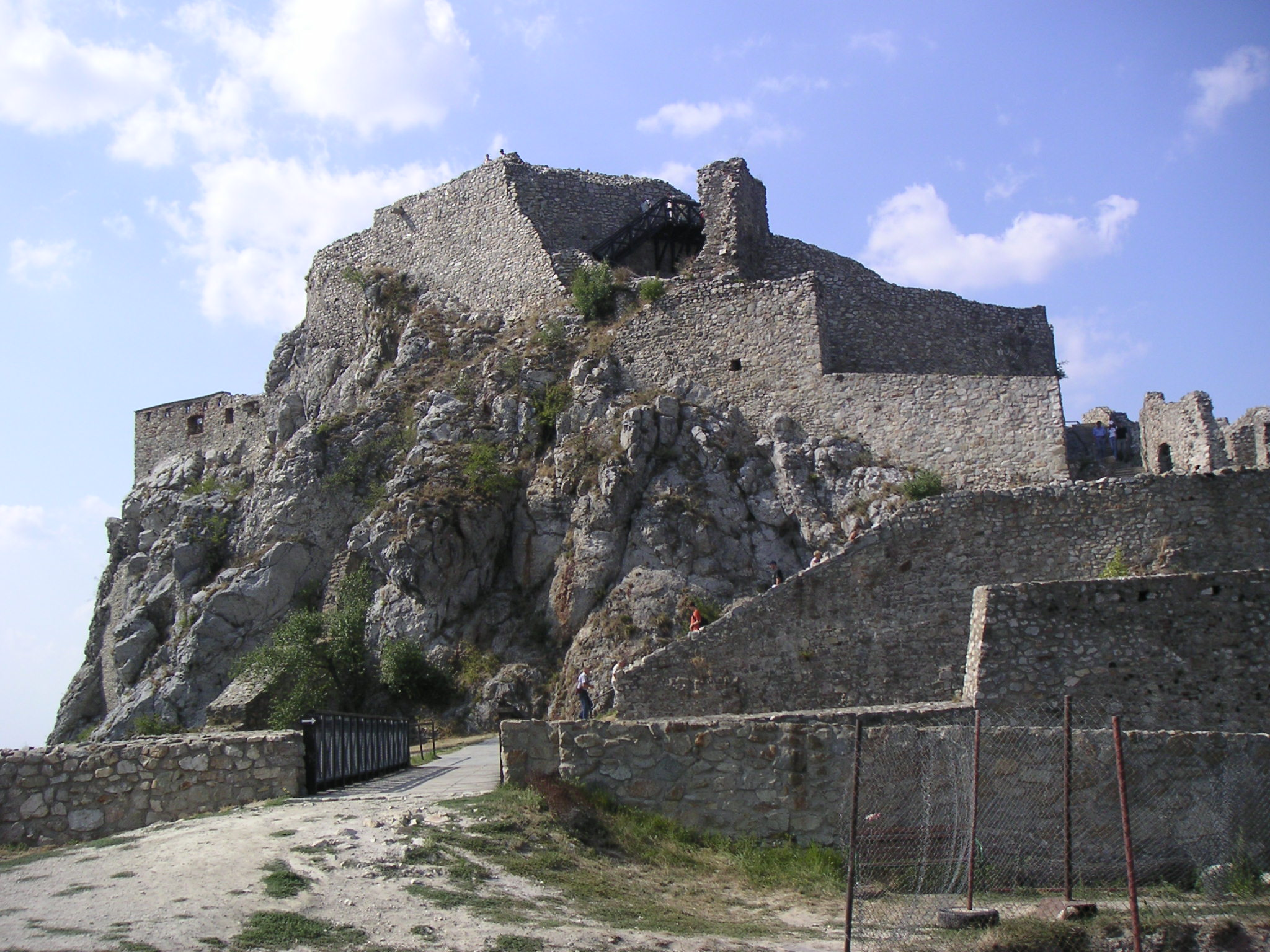
Die Burg Theben war ein wichtiges Zentrum des Fürstentums Nitra

Vom späten 8. Jahrhundert an waren die Burgen von Theben und Pressburg wichtige Zentren des Fürstentums Nitra und ab 833 bis zu dessen Ende 907 ein fester Bestandteil des Mährerreiches. Um 805, so berichtet der bayrische Historiker Johannes Aventinus im 16. Jahrhundert, wurde die Pressburg unter der Herrschaft des mährischen Fürsten Vratislav auf den Ruinen einer alten römischen Siedlung, die angeblich Pisonium geheißen haben soll, wiederhergestellt und Wratislaburgium genannt. Die sich ebenfalls im Stadtgebiet befindliche Burg Theben wurde gleichfalls 864 als Dowina in den Annales Fuldenses erwähnt. Wohl um 900 herum wurde die Stadt wahrscheinlich von einem ursprünglich niederpannonischen Fürsten Braslav (auch Bräslav, Brazlaw) (oder einem gleichnamigen „Fürsten“ mit demselben Namen), der ein Vasall Bayerns war, beherrscht. Aus seinem Herrschernamen soll sich nach älterer Lehrmeinung der deutsche Name für die Stadt Bratislava, Preßburg/Pressburg aus Brezalauspurc entwickelt haben. Die Vermutung, dass auch der heutige slowakische Name Bratislava von diesem Namen stammt, wurde auch vereinzelt geäußert, nach neueren Forschungen stammt er jedoch (falsch abgeleitet) vom Namen des böhmischen Herrschers Břetislav I. ab (für mehr Info siehe Bratislava#Namen).
Um 907 wurde dann die Stadt ein Teil Ungarns, nachdem dieses in den drei Schlachten bei Pressburg die Zentralmacht des Mährerreichs zerstört hatte. Die Stadt wurde in Zusammenhang mit der Schlacht in den Salzburger Annalen als Brezalauspurc erwähnt, die hier kämpfenden Bayern erlitten gegen die Magyaren (Ungarn) eine vernichtende Niederlage. Das Ergebnis der Schlacht war die Besetzung der Awarenmark durch die Magyaren bis 955. Das Ende des Mährerreichs wird deshalb auf 907 angesetzt.
Nach einer höchstens zehnjährigen Zugehörigkeit zu Bayern (Heiliges Römisches Reich) wurde Pressburg und dessen Umgebung 1002 (?) von Gisela von Bayern, der Tochter Heinrichs des Zänkers als Mitgift in die Ehe mit dem ungarischen König Stephan I. gebracht und blieb seitdem bis 1918 ein Bestandteil des Königreichs Ungarn.

## 1000–1241

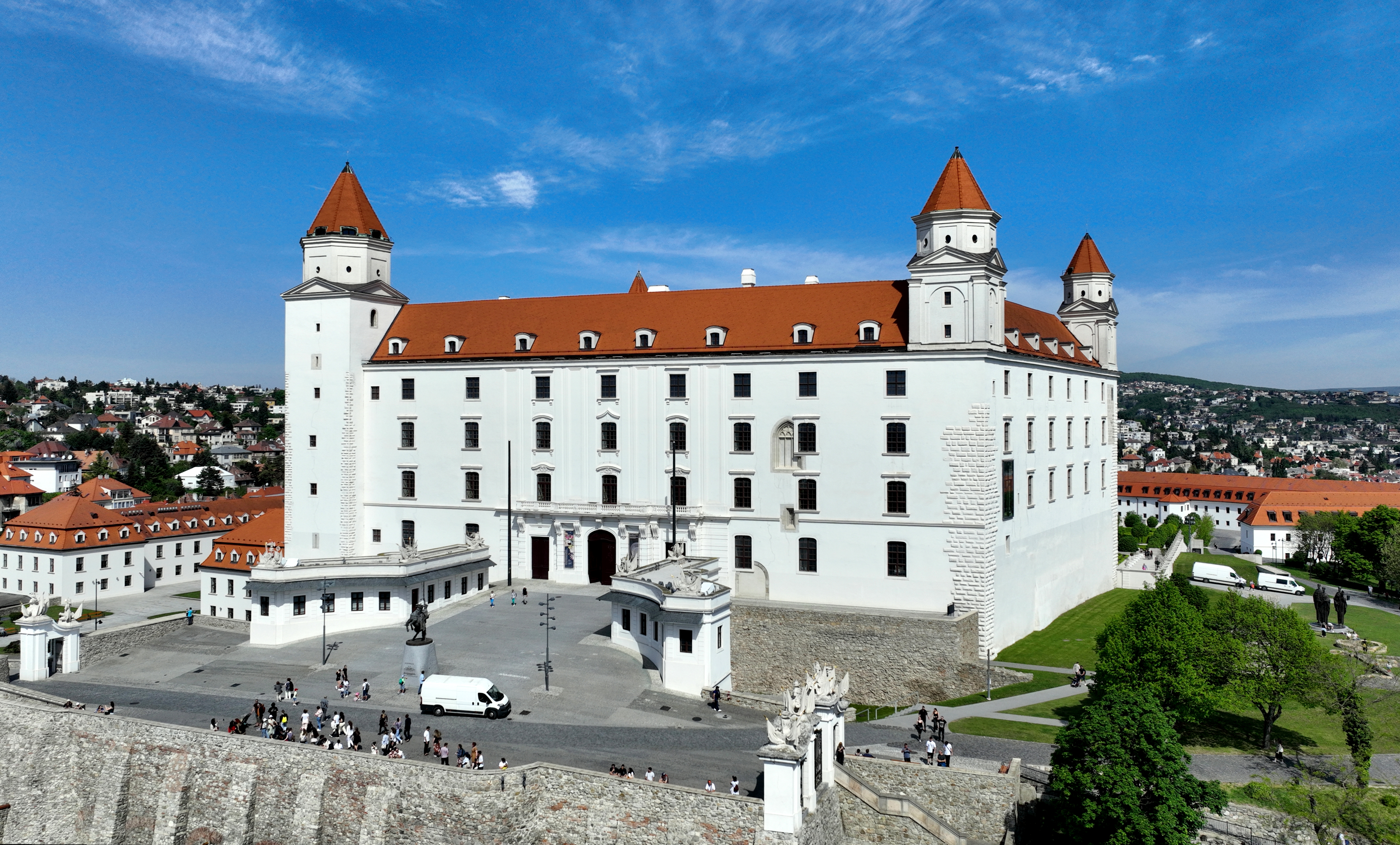
Die heutige Burg Bratislava entwickelte sich im Mittelalter zur wichtigen Befestigungsanlage des Königreichs Ungarn

Zwischen dem Jahr 1000 und dem frühen 13. Jahrhundert entwickelte sich unterhalb der Burg erneut eine Marktsiedlung (die spätere Innenstadt, 1151 zum ersten Mal erwähnt) und wurde schließlich im frühen 13. Jahrhundert sehr bedeutend für die gesamte Region. Im 12. Jahrhundert entstanden in der näheren Umgebung weitere Ansiedlungen und auch die Burg entwickelte sich in dieser Zeit zu einer der stärksten Befestigungsanlagen im Königreich Ungarn, da die Stadt wegen ihrer Grenzlage oft mit feindlichen Truppen zu kämpfen hatte. Auch die ungarischen Könige weilten oft auf der Burg und hielten Reiterturniere oder Gelage ab. Dadurch kann auch von einer gewissen Entwicklung des Lebensstandards und Komforts gesprochen werden. Vom 12. bis ins 13. Jahrhundert siedelten sich in der Marktsiedlung unterhalb der Burg in mehreren Wellen Magyaren an und verschmolzen in der Folgezeit mit der vorher dominanten slawischen Bevölkerung.
Bereits um 1000 oder früher wurde (wahrscheinlich) durch den späteren König Stephan I. das Komitat Pressburg begründet und irgendwann nach 1001 wurden in dessen Auftrag Münzen mit der Aufschrift „Preslav(v)a Civ(itas)“ (Burg Pressburg) geprägt.
1030/31 griff der böhmische Fürst Břetislav I. die Burg an. Dieser nahm an einem Feldzug des deutschen Kaisers Konrad II. gegen das Königreich Ungarn teil und verwüstete die heutige Westslowakei, er wurde jedoch vom ungarischen König besiegt und zurückgedrängt. 1042 wurde die Stadt kurzzeitig von den Truppen Kaiser Heinrichs III. und Břetislav I. besetzt, nach der Wiedereroberung der Stadt unternahm Heinrich III. 1043 abermals den (diesmal erfolglosen) Versuch der Eroberung. 1052 belagerte er abermals für zwei Monate die Stadt, wiederum erfolglos, aber mit beträchtlichen Schäden an der Burg. 1053 schlossen Heinrich und der ungarische König Andreas I. mit Vermittlung von Papst Leo IX. einen Frieden. Von 1073 bis 1074 setzte der ungarische König Salomon die 1052 zerstörte Burg, auf der er während seines Kampfes gegen Géza I. und Ladislaus I. von Ungarn residierte, wieder instand.
1108 unternahm der deutsche Kaiser Heinrich V. zusammen mit dem böhmischen Herzog Svatopluk II. einen neuen Versuch zur Einnahme der Stadt, der jedoch ebenso wie eine weitere Attacke der Böhmen 1109 scheiterte. 1146 strebte Boris, Sohn des ungarischen Königs Stephan II., nach der ungarischen Krone; bayerische und österreichische Adelige, die ihn gegen Geld unterstützten, unternahmen in der Osterwoche 1146 einen nächtlichen Überfall auf Pressburg. König Géza II. rächte, obgleich sie ihm die Festung letztlich gegen Lösegeld übergaben, den Friedensbruch durch einen Einfall in die bayerische Ostmark. In den 1160er Jahren residierte der ungarische König Stephan III. in der Stadt und verbesserte die Befestigungen enorm. In Pressburg sammelten sich die Teilnehmer des Dritten Kreuzzuges in das Heilige Land unter der Führung Kaiser Friedrich I. (genannt Barbarossa).

## 1241–1536
1241/42 scheiterten die einfallenden Mongolen an der Eroberung der Burg und der Stadt, verheerten jedoch die umliegenden Ortschaften. Nach dem Ende der Mongoleneinfälle besiedelten zahlreiche deutsche Kolonisten Stadt und Umland. Auch die Burg wurde erneut umgebaut und verstärkt.
Im Jahr 1271 sowie von 1273 bis 1276 wurde die Stadt durch den böhmischen König Ottokar II. im Zusammenhang mit den Auseinandersetzungen zwischen Ungarn und Böhmen um die Steiermark eingenommen. 1271 wurde deswegen auch der erste Friede von Pressburg geschlossen. 1285 nahm der aus dem Königreich Ungarn stammende Adlige und Palatin Nikolaus von Güssing die Stadt im Zuge einer Revolte gegen den König ein. Nikolaus brannte 1286 die Burg nieder, wurde im selben Jahr aber vom König geschlagen. Von 1287 bis 1291 wurde die Stadt abermals vom österreichischen Herzog Albrecht von Habsburg eingenommen, dieser wurde schließlich durch den in Trenčín residierenden ungarischen Adligen Matthäus Csák besiegt.
Im selben Jahr erhielt die Siedlung unterhalb der Burg das erste bekannte Stadtrecht durch den ungarischen König Andreas III. Früher verliehene Stadtrechte sind nicht bekannt, aber wahrscheinlich, da die Siedlung schon um 1250 als Stadt bezeichnet wird. Nach dem Tode von König Andreas III. 1301 fiel die Stadt bis 1322 an Österreich, da Andreas’ Witwe die Stadt den Habsburgern übergab. 1322 wurde sie dann an das Königreich Ungarn zurückgegeben, kurz danach jedoch wieder von Österreich besetzt und erst 1338 endgültig abgegeben.
Nach 1291 erhielt die Stadt noch viele weitere Rechte, vor allem im 15. Jahrhundert durch Kaiser Sigismund, einen Luxemburger, als König von Ungarn. 1405 erklärte Sigismund die Stadt zur Königlichen Freistadt. Nicht nur Pressburg erhielt diesen Status zuerkannt, sondern alle Städte im Königreich, denn Sigismund wollte so die Macht des ungarischen Landadels besser kontrollieren.
1428 suchten die Hussiten die Stadt heim. Sie brannten die Vororte nieder und im darauf folgenden Jahr scheiterten Verhandlungen über einen Frieden zwischen Sigismund und den Hussiten. Diese griffen die Stadt 1432 bis 1434 wiederholt an und zogen erst ab, nachdem ihnen in Verhandlungen in Pressburg im Jahr 1435 eine großzügige Summe angeboten wurde, damit sie die heutige Slowakei endgültig verließen. Im selben Jahr wurde auch die Befestigung der Burg abermals verstärkt, nachdem Sigismund dies unter dem Eindruck des letzten Hussiteneinfalls befohlen hatte.

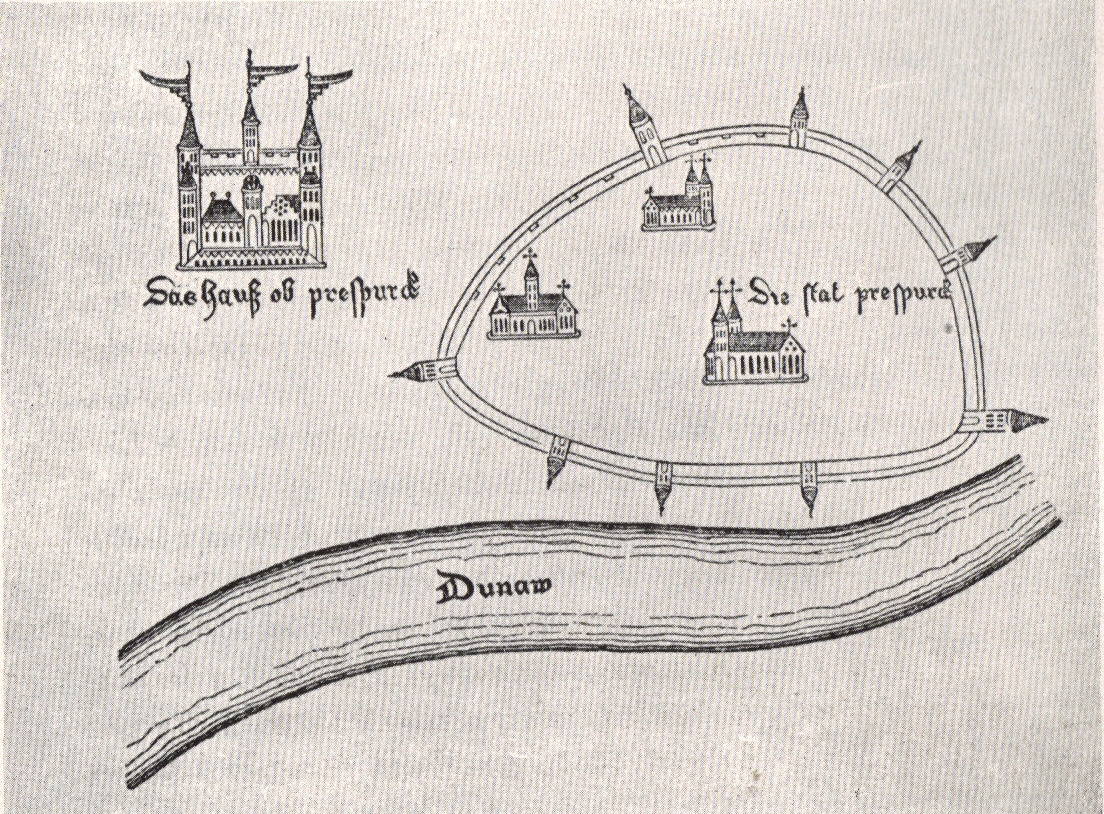
Plan der Stadt im 15. Jahrhundert

Von 1439 bis 1445 existierte eine feste Brücke über die Donau. Durch die starken Hochwässer der Donau wurde sie nach nur sechs Jahren zerstört. In dieser Zeit (1440–1443) kam es auch zu Kämpfen zwischen der Bratislavaer Burg, die König Ladislaus III. aus der Jagiellonen-Dynastie unterstützte und der eigentlichen Stadt Pressburg am Fuße der Burg, die Königin Elisabeth, die Witwe des römisch-deutschen Königs Albrecht II. von Habsburg unterstützte.
1442 ließ sich dabei Ladislaus auf der Burg nieder und eroberte für kurze Zeit auch die Stadt. Er wurde in der Stadt rasch von den Truppen des österreichischen Landesherrn und deutschen Kaisers Friedrich III., der Elisabeth unterstützte, geschlagen. Die Eroberung der Burg gelang Friedrich III. bis zum Tod Ladislaus’ 1444 allerdings nicht.
Nach diesen schweren Jahren wurde 1467 in Pressburg die erste Universität auf dem Gebiet der heutigen Slowakei und des damaligen Königreichs Ungarn gegründet, die Universitas Istropolitana (ab dem 16. Jahrhundert dann fälschlicherweise als Academia Istropolitana bezeichnet).
Während der Herrschaft der jagiellonischen Könige Ungarns (1490–1526) war die Stadt oft Schauplatz diplomatischer Verhandlungen: 1491 ließ sich hier der römisch-deutsche König Maximilian I., der das Königreich Ungarn unter Ladislaus II. vernichtend geschlagen hatte, im zweiten Frieden von Pressburg am 7. November 1491 von Ungarn bestätigen, dass Ungarn keinen Anspruch mehr auf Niederösterreich erheben würde und Maximilian die ungarische Königswürde erhalte, wenn Ladislaus ohne legitimen männlichen Nachfahren stürbe.
Die immer stärker werdende Bedrohung durch das Osmanische Reich, das erobernd westwärts drängte, erreichte 1529 einen Höhepunkt, als seine Truppen Pressburg und Wien einnehmen wollten. Zur Verteidigung Pressburgs wurden Tausende Soldaten zusammengezogen. Die Türken umgingen daher die in ein großes Heerlager verwandelte Stadt und griffen Wien vom Süden her an (Erste Wiener Türkenbelagerung). Sie blieben aber erfolglos und zogen bei Wintereinbruch ab.
Auf Grund der weiterhin bestehenden Türkengefahr wurden im Januar 1531 Kirchen und Heilanstalten außerhalb der Stadtmauern demoliert, damit die Türken nicht über die Stadtmauern in die Stadt hineinsehen konnten.

## 1536–1784

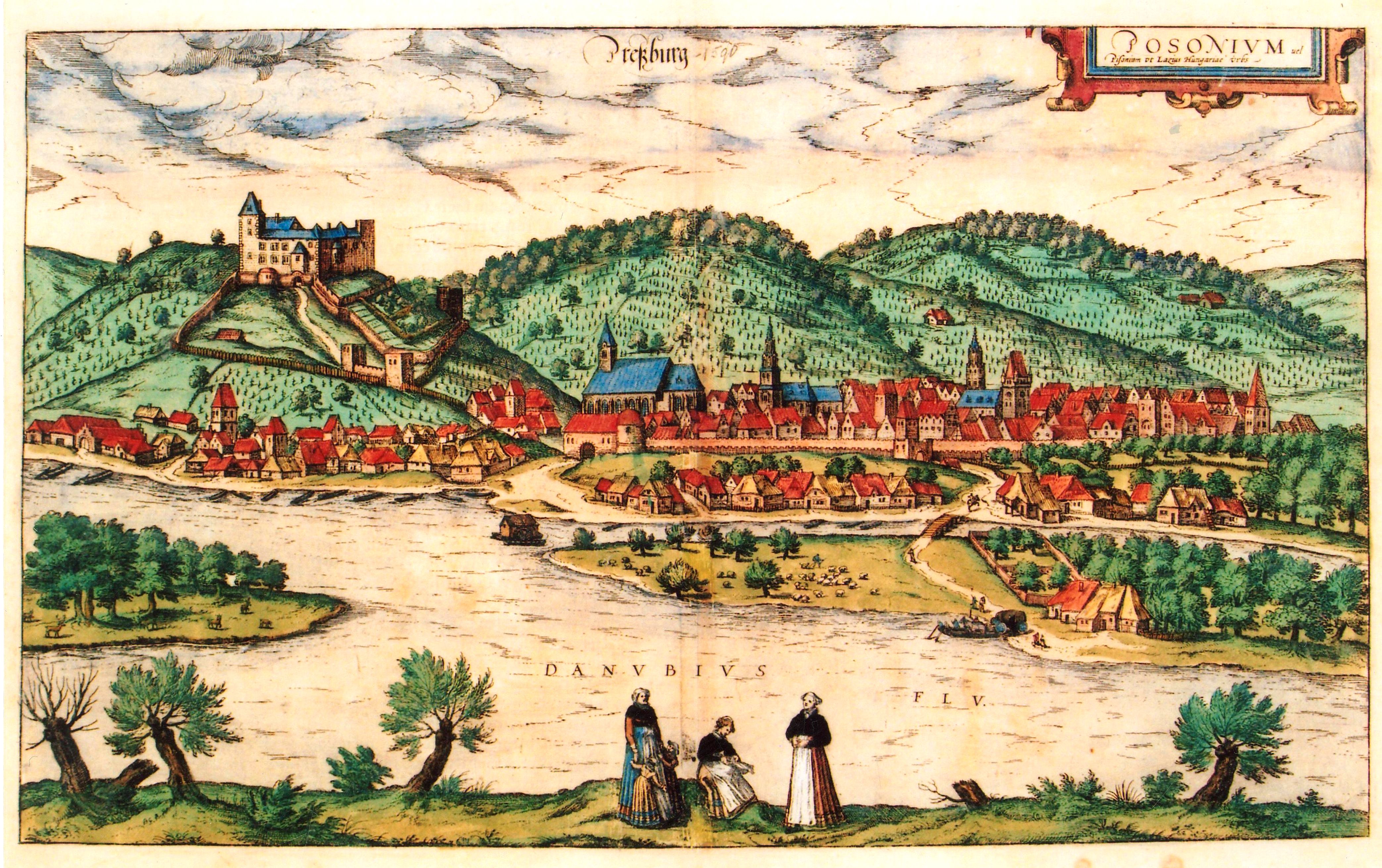
Pressburg im 16. Jahrhundert

In der Zeit von 1536 bis 1784 war die Stadt auf Grund der Besetzung des größten Teils des heutigen Ungarn durch das Osmanische Reich Hauptstadt des Königreichs Ungarn; Könige waren seit 1526 die habsburgischen Erzherzöge von Österreich oder deren Söhne. Das nicht besetzte Königreich bestand ungefähr aus dem Gebiet der heutigen Slowakei, dem heutigen Burgenland und dem westlichen Teil von Kroatien.
1542 bis 1848 war die Stadt (mit Unterbrechungen) auch Tagungsort des Landtags des Königreichs Ungarn. 1563 bis 1830 wurden elf ungarische Könige und acht Königinnen (= Königsgattinen, nicht Herrscherinnen) im Martinsdom gekrönt: Erste Krönung war jene von Maximilian, letzte jene von Ferdinand V.
Im 17. Jahrhundert hatte die Stadt mehrere Pestepidemien, Hochwässer, weitere Kämpfe mit den Türken und eine Reihe von anti-habsburgischen Aufständen auf dem Gebiet der heutigen Slowakei zu bewältigen. So wurde 1606 die Umgebung der Stadt von den Truppen Stephan Bocskais, eines siebenbürgischen Adeligen, besetzt. 1619 bis 1622 führte Gabriel Bethlen neue Aufstände an. Seine Truppen konnten Pressburg 1619 erobern. Ein kaiserliches Heer unter Karl von Bucquoy nahm Pressburg am 7. Mai 1621 wieder ein. Bethlen belagerte noch im selben Jahr die Stadt bis 1622 erfolglos. 1626, am Ende dieses Aufstands, schlossen Gábor Bethlen und Kaiser Ferdinand II. in Pressburg den dritten Frieden von Pressburg.
Von 1671 bis 1677 war die Stadt Schauplatz eines Sondergerichtes über Protestanten und Teilnehmer anti-habsburgischer Aufstände. So fand 1671 hier der Prozess gegen die Teilnehmer der Wesselényi-Verschwörung statt. 1682 und 1683 war Pressburg erneut von einem Aufstand betroffen, diesmal unter Emmerich Thököly. Als einzige nicht kapitulierende Stadt im Gebiet der heutigen Slowakei wurde sie von Thökölys Truppen im Juli 1683 erobert (wohl aber nicht die Burg) und erst nach dem Ende der im selben Jahr stattfindenden zweiten Türkenbelagerung von Wien im September 1683 durch die kaiserlichen Truppen befreit.
Der letzte Aufstand, der das Land überzog, war der Aufstand von Franz II. Rákóczi 1703 bis 1711, auch „Kuruzenkrieg“ genannt. Pressburg war davon nur am Rande betroffen. 1704 schaffte es Prinz Eugen von Savoyen, die Stadt gegen Rákóczis Truppen zu verteidigen, diese verheerten aber das Umland der Stadt komplett.
Trotz all dieser Widrigkeiten gelang es der Stadt, sich kulturell weiterzuentwickeln. So entstand bereits 1607 ein Evangelisches Lyzeum (Evanjelické lýceum), das eine Art protestantisches Gymnasium und später im 19. Jahrhundert auch eine Art Universität war. Auch das Nationalbewusstsein der Slowaken wuchs, und so ist die Stadt seit dem 18. Jahrhundert ein wichtiges Zentrum der slowakischen National- und Kulturbewegung (Nationale Wiedergeburt der Slowaken). Der Pest fielen 1710/11 3800 Einwohner zum Opfer.
Danach begannen für die Stadt die besten Jahre: In der Zeit bis 1780 entstanden viele neue barocke Bauten. Die Wirtschaft und der Handel blühten auf (die erste Manufaktur produzierte im Jahre 1728). Die ersten Parks und Gärten entstanden, so zum Beispiel auf dem Gelände des heutigen Hviezdoslav-Platzes (Hviezdoslavovo námestie). Auch der Abriss der Befestigungsanlagen 1775 trug zur weiteren Expansion der Stadt bei.
1765–1780 fungierte Herzog Albert Kasimir von Sachsen-Teschen, Schwiegersohn von Kaiserin Maria Theresia, in ihrem Auftrag als Statthalter von Ungarn in Pressburg. Sein Sitz befand sich im heutigen Palais Grassalkovich. Im April 1766 feierte man dort mit Musik, die Joseph Haydn komponiert hatte und dirigierte, die Hochzeit von Erzherzogin Marie Christine und Albert; die Trauung hatte zuvor im Schloss Hof jenseits der March stattgefunden. In Pressburg begann Albert Kunst zu sammeln, die heute in der nach ihm benannten Albertina in Wien gezeigt wird.

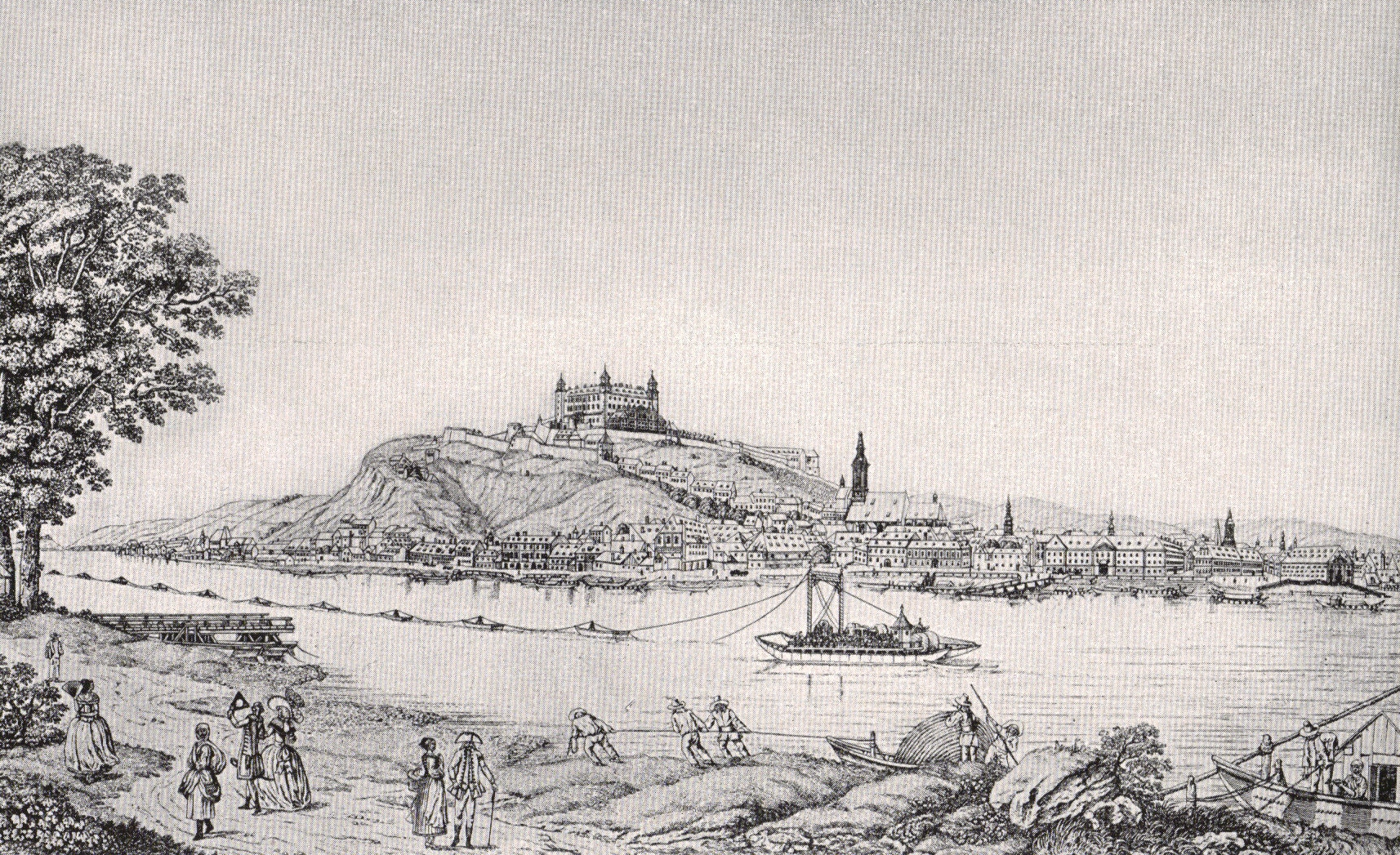
Pressburg im Jahr 1787

Das erste feste Stadttheater öffnete 1776 für die Besucher seine Pforten. Kulturelles und öffentliches Leben gewannen stark an Dynamik. Die erste Zeitschrift des Königreichs Ungarn, Mercurius Veridicus ex Hungaria, erschien 1705 in Pressburg. Die erste regelmäßig erscheinende Zeitung des Königreichs Ungarn (allerdings auf Lateinisch) erschien hier 1721 bis 1722 unter dem Titel Nova Posoniensia. Die erste deutsche Zeitung im Königreich Ungarn, die Pressburger Zeitung, erschien 1764 (und existierte bis 1929). Die erste ungarische Zeitung, Magyar hírmondó, erschien 1780. 1783 wurde die erste slowakische Zeitung, Presspurske Nowiny, veröffentlicht. Im selben Jahr erschien in der Stadt auch der erste Roman in slowakischer Sprache, Rene mladenca prihody a skusenosti („Die Abenteuer und Erfahrungen des Jünglings Rene“) von Jozef Ignác Bajza.
Wichtige Künstler der Zeit wie zum Beispiel der sechs Jahre alte Wolfgang Amadeus Mozart, der 1762 im Palffypalais ein Konzert gab, traten hier auf. Aufgrund dieser rasanten Entwicklung und der Tatsache, dass Pressburg weiterhin als Hauptstadt fungierte, stieg die Zahl der Einwohner stark an: 1782 gab es 33.000, von denen 29.223 in der eigentlichen Stadt unterhalb der Burg leben. Damit war Pressburg zu dieser Zeit die größte Stadt des Königreichs Ungarn, da die Zahl der Einwohner sich zwischen 1720 und 1780 um 200 % erhöht hatte.
Ab 1784 wurden unter Kaiser Joseph II. Verwaltung und Zentralbehörden des Königreichs Ungarn wieder nach Buda (damals auf Deutsch Ofen genannt, heute der rechtsufrige Teil Budapests) verlegt. Dadurch reduzierte sich die Bedeutung Pressburgs; wirtschaftlicher Niedergang und schwindende Einwohnerzahlen waren die Folge. Erst ab 1811 konnte dieser Verfall gestoppt werden. Nach 1784 blieb die Stadt aber noch jahrzehntelang Krönungstadt der ungarischen Könige und Sitz des Landtags des Königreichs Ungarn.

## 1784–1900
Die Zeit ab 1784 ist stark von der Nationalen Wiedergeburt der Slowaken und der ihr entgegenstehenden Magyarisierung der Stadt geprägt. Das Gesicht der Stadt veränderte sich durch die ab 1850 einsetzende Industrialisierung.

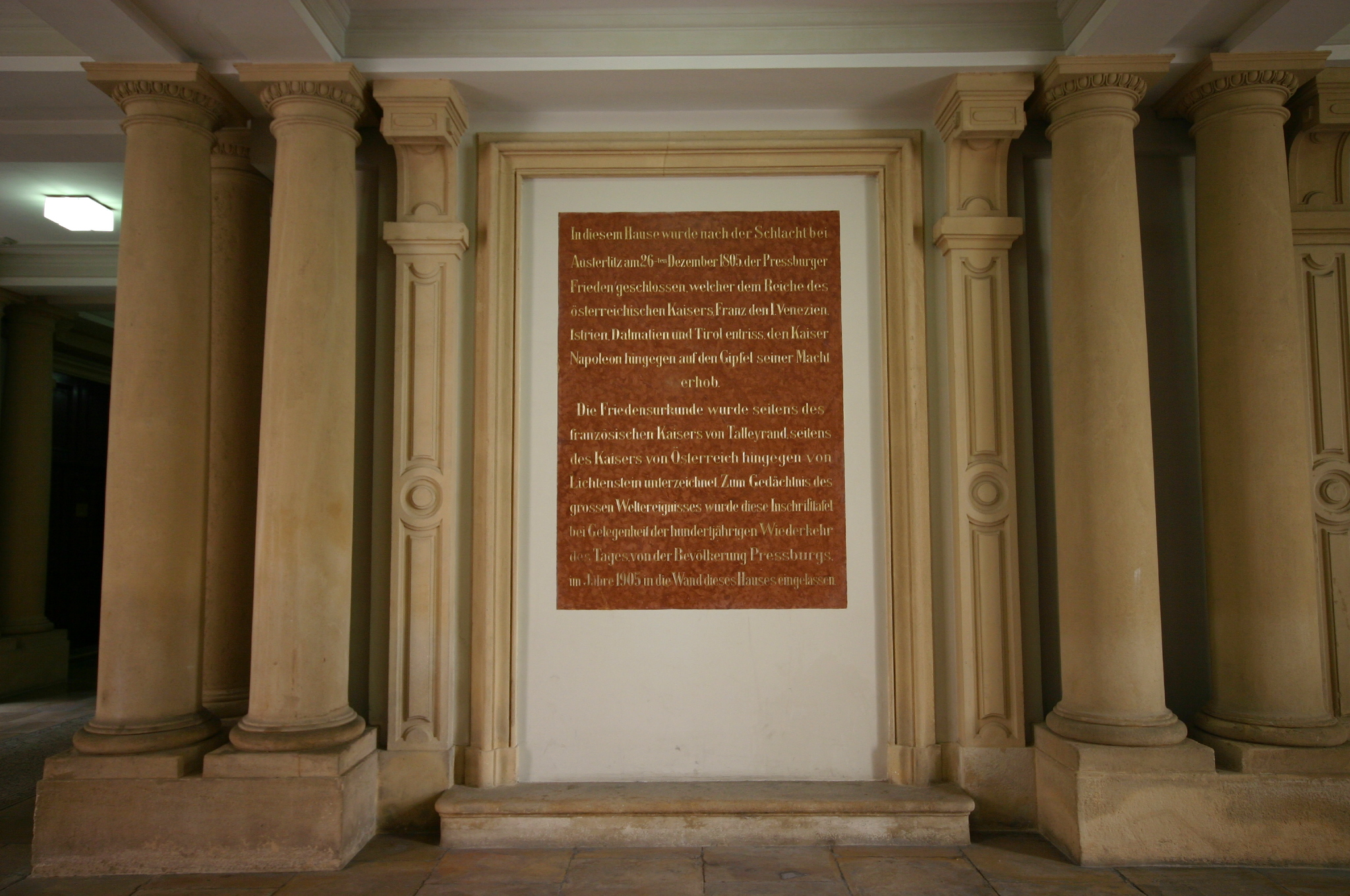
Gedenktafel an den (vierten) Frieden von Pressburg 1805

Von 1784 bis 1800 befand sich auf der Burg ein Generalseminar, eine von Joseph II. eingeführte staatliche Schule für katholische Geistliche. Bekanntester Absolvent des Pressburger Generalseminars war Anton Bernolák. Dieser veröffentlichte 1787 in Pressburg seine Arbeit Dissertatio philologico-critica de litteris Slavorum, in der die slowakische Schriftsprache zum ersten Mal erfolgreich kodifiziert wurde. Es entstanden auch andere Bildungseinrichtungen in dieser Zeit, so wurde 1784 die Königliche Akademie von Tyrnau (slowakisch Trnava, dort 1777 als Juristenhochschule gegründet) nach Pressburg verlegt, 1801 folgte ein „Institut für tschechisch-slowakische Sprache und Literatur“ und am schon erwähnten Evangelischen Lyzeum erhielt dieses 1803 einen eigenen Lehrstuhl. Die Unterrichtssprache des Lehrstuhls war damals Tschechisch, das damals alle Protestanten der Slowakei verwendeten. Die Schule war aber für Slowaken bestimmt, daher der Name „tschechisch-slowakisch“.
Ab 1805 war die Stadt in die Napoleonischen Kriege verwickelt. Im selben Jahr wurde in der Stadt der vierte und bekannteste Friede von Pressburg zwischen Österreich und Frankreich nach Napoleons Sieg in der Schlacht bei Austerlitz geschlossen. Nachdem sich aber Österreich 1809 zusammen mit Großbritannien wieder gegen Frankreich gestellt hatte, wurde Pressburg im Sommer 1809 von Napoleons Truppen belagert und bombardiert. Die Burg Theben wurde von den Franzosen gesprengt, da sie eine Bedrohung für das französische Heer darstellte. Durch Soldaten, die auf der Bratislavaer Burg ihr Lager aufgeschlagen hatten, um die Stadt gegen Napoleons Truppen zu schützen, kam es 1811 zum Brand der Burganlage. Sie wurde dabei fast vollständig zerstört und erst in den 1950er Jahren wieder aufgebaut.

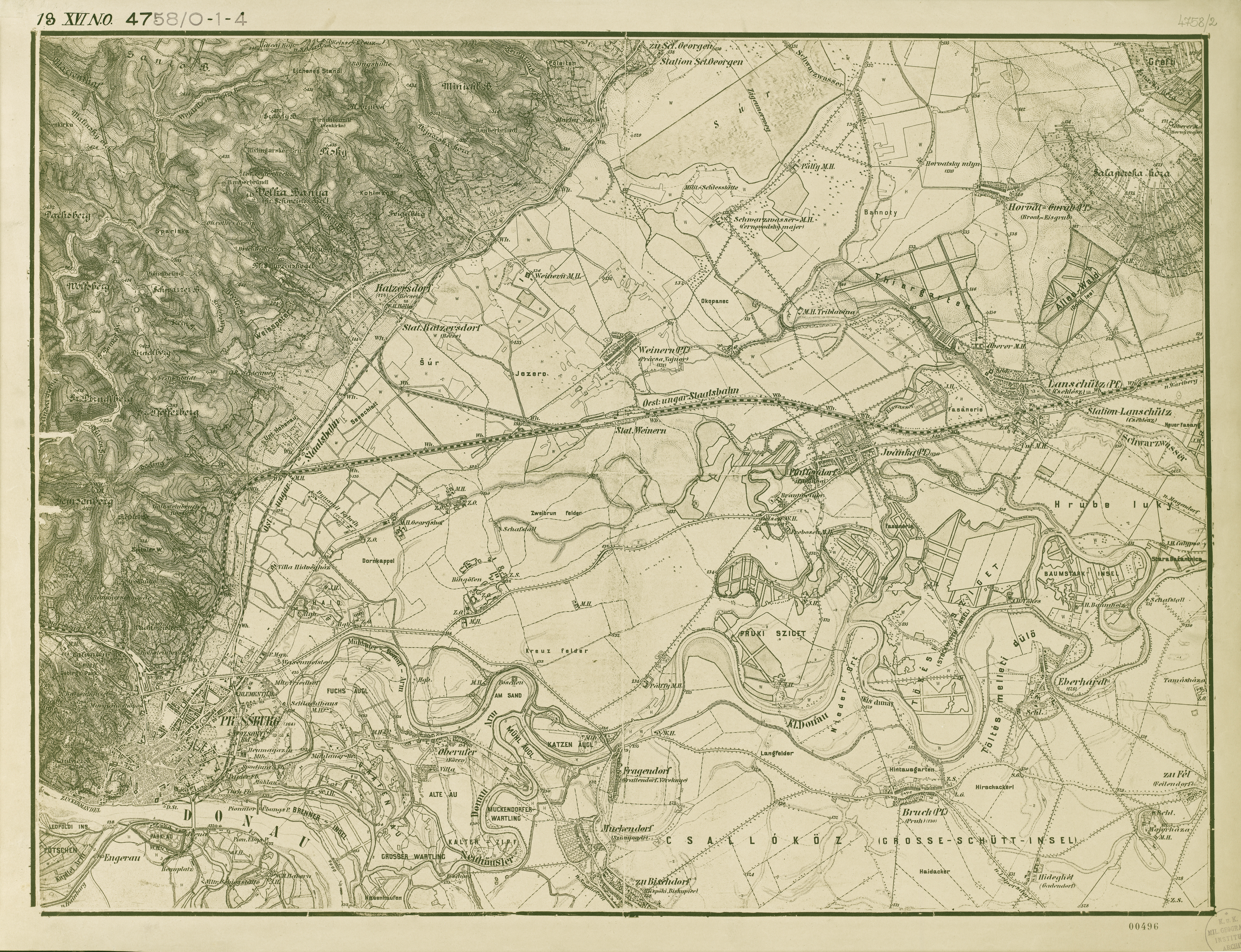
Pressburg und Umgebung um 1873 (Aufnahmeblatt der Landesaufnahme)

Nach dem endgültigen Ende der Koalitionskriege 1815 begann eine friedliche und kulturschaffende Zeit für die Stadt und ganz Europa. 1820 trat der neunjährige Franz Liszt im Paulipalais auf und 1829 wurde die Tschechisch-Slawische Gesellschaft (auch Gesellschaft für tschechisch-slowakische Sprache und Literatur genannt) durch Studenten des Evangelischen Lyzeums im Rahmen des Lehrstuhls für tschechisch-slowakische Sprache und Literatur gegründet. Im selben Jahr begann auch Ľudovít Štúr, Führer der Slowakischen Nationalbewegung, mit einem Studium am Evangelischen Lyzeum; später erhielt er an diesem auch eine Professur. Am 2. Februar 1843 beschloss Štúr in Pressburg zusammen mit anderen maßgeblichen Vertretern der Nation, die heute noch bestehende, auf den mittelslowakischen Dialekten basierende, „Version“ der Slowakischen Schriftsprache zu kodifizieren.
Am Transport- und Verkehrswesen lässt sich die langsam einsetzende Industrialisierung erkennen, 1830 wurde der regelmäßige Personen- und Warenschiffsverkehr auf der Donau aufgenommen, 1840 erfolgte die Eröffnung der ersten Eisenbahn des damaligen Königreichs Ungarn von Pressburg ins nahe gelegene St. Georgen (Svätý Jur), die Strecke wurde 1846 bis nach Trnava verlängert (siehe Pressburg-Tyrnauer Eisenbahn). 1848 kam eine Bahnverbindung nach Wien, 1850 eine ins heutige Budapest hinzu.
Während der Revolution von 1848/1849 verabschiedete der ungarische Landtag in Pressburg die Märzgesetze, durch welche die Leibeigenschaft im Königreich Ungarn abgeschafft wurde. König Ferdinand V. unterzeichnete die Gesetze im Primatialpalais in der Pressburger Altstadt. Bedingt durch die Unruhen im Land wurde die Stadt in den Revolutionsjahren 1848/49 durch verschiedene Armeen besetzt (siehe dazu Slowakischer Aufstand). Während des Deutschen Krieges 1866 zwischen Preußen und Österreich fanden bei der Stadt die letzten Kämpfe dieses Krieges statt.
Im späten 19. Jahrhundert wurde die Stadt rasch modernisiert. 1856 entstanden das erste Gaswerk, sowie die Straßenbeleuchtung, und erstes Kanalisationssystem, 1884 hielten das erste elektrische Licht und das Telefon Einzug in die Stadt. 1886 wurde das Stadttheater (heutiges Slowakisches Nationaltheater) eröffnet, im selben Jahr gab es erstmals öffentliche Wasserversorgung. Auch das städtische Verkehrswesen entwickelte sich: 1891 entstand die erste permanente Brücke über die Donau, ab 1895 verkehrte die städtische Straßenbahn. 1902 gab es erstmals öffentliche Stromversorgung. Vorher schon waren verschiedene Industriebetriebe, insbesondere 1873 die heutige „Istrochem“ (chemische Fabrik) und 1895 die heutige „Slovnaft a.s.“ (Ölraffinerie), in Pressburg angesiedelt worden. Somit war die Stadt Ende des 19. Jahrhunderts und Anfang des 20. Jahrhunderts nach Budapest die am zweitstärksten industrialisierte Stadt des Königreichs Ungarn.

## 20. Jahrhundert

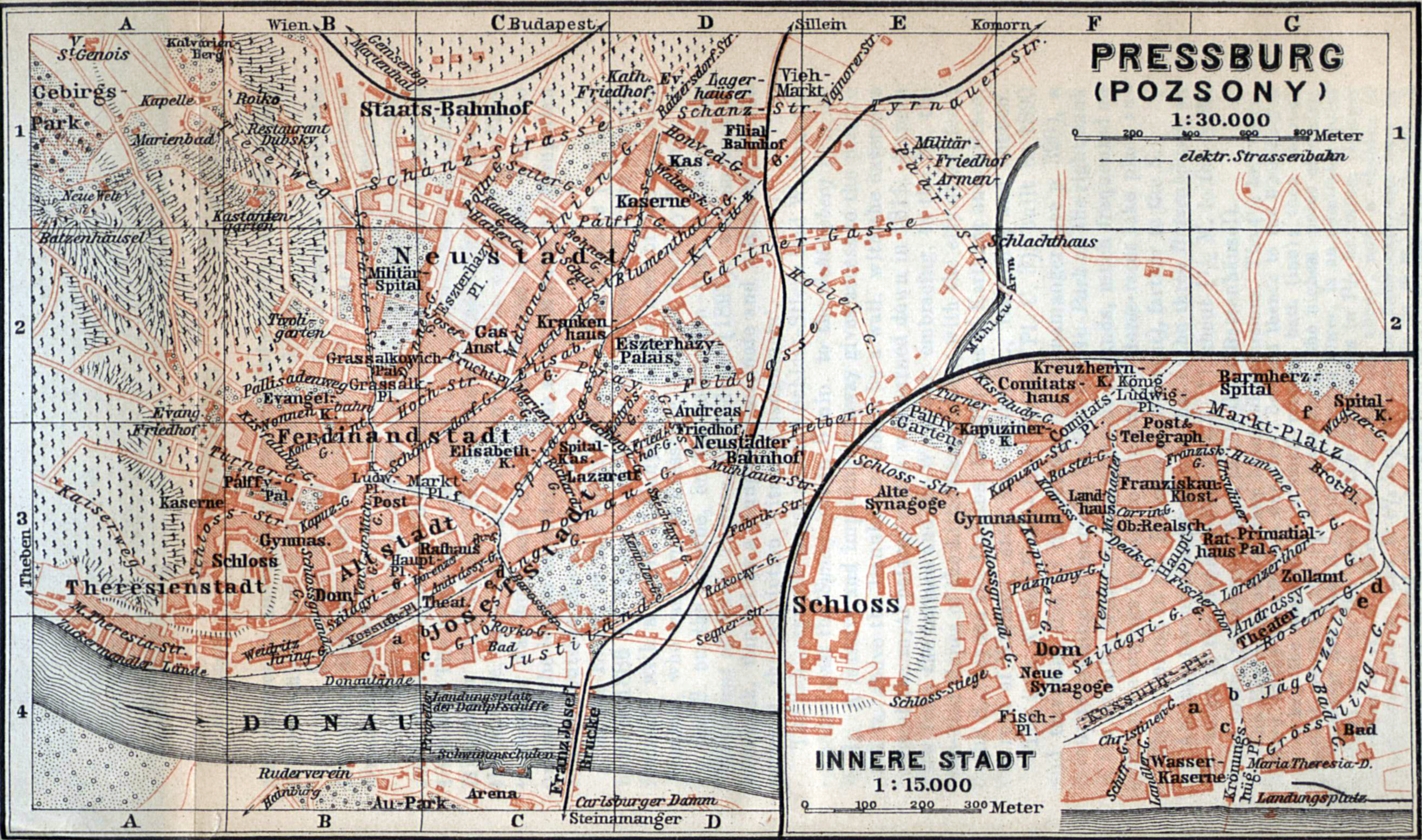
Stadtplan von 1905

Im 20. Jahrhundert erlebte die Stadt mehrere einschneidende Änderungen. Die historische Bausubstanz eines Teils der Altstadt blieb erhalten.

### Vor dem Zweiten Weltkrieg
1914 wurde die ungarische Elisabeth-Universität eröffnet, die bis 1919 bestand und Vorgängerin der 1919 eröffneten slowakischen Comenius-Universität Bratislava (Univerzita Komenského) war. Ebenfalls 1914 wurde die Pressburger Bahn eröffnet, diese fuhr allerdings nur bis 1918 durchgängig von Pressburg nach Wien; später musste an der Grenze umgestiegen werden.
Nach Ende des Ersten Weltkriegs war für die Stadt die Lage völlig unklar. Nachdem am 28. Oktober 1918 in Prag die Gründung der Tschechoslowakei erklärt worden war, versuchten die Behörden der zu 70 % von Deutschen und Magyaren bewohnten Stadt, der von den Kriegssiegern vorgesehenen Zugehörigkeit zum neuen Staat durch eine Proklamation zur „Freien Stadt“ zu entgehen und benannten sie in Wilsonstadt (ungarisch Wilsonvár, slowakisch Wilsonov(o)) nach dem amerikanischen Präsidenten Woodrow Wilson um, der sich für das Selbstbestimmungsrecht der Nationalitäten Österreich-Ungarns eingesetzt hatte.
Am 1. Januar 1919 nahmen jedoch Verbände der Tschechoslowakischen Legionen (de facto war es das 33. Scharfschützenregiment der italienischen Legion unter Leitung des Obersten der italienischen Armee Riccardo Barreca) die Stadt gegen den Protest der einheimischen Bevölkerung ein. Kurz darauf – am 4. Februar 1919 – zog die neue ‚tschechoslowakische Regierung‘ – aus Sillein (sl. Žilina) kommend – in die Stadt ein. Das „Ministerium mit Vollmacht für die Verwaltung der Slowakei“ (sl. „Mnisterstvo s plnou mocou pre správu Slovenskaô“) unter Leitung Vavro Šrobár wird im Gebäude des ehemaligen k.k. Korpskommandos am Donauufer untergebracht. Am 12. Februar 1919 fand eine Demonstration gegen die Besetzer statt, die von tschechischen Einheiten blutig niedergeschlagen wurde (7 Tote, 23 Verwundete). Der damals noch nicht zur Stadt gehörende Ort Petržalka (dt. Engerau) wurde, da er auf der rechten Donauseite liegt, von CSR-Truppen erst am 14. August 1919 besetzt. Am 6. März 1919 benannte die Tschechoslowakei die Stadt, die bis dahin slowakisch Prešporok geheißen hatte, definitiv in Bratislava um (nachdem sie seit 22. Februar Bratislav genannt worden war). Deutsche und Ungarn verwendeten weiterhin die ihnen geläufigen Stadtnamen. Am 14. März 1919 ergeht der Ministerialerlass Nr. Z.1236/adm., welcher besagt, dass der Stadt Preßburg der Name „Bratislava“ amtlich verliehen wurde und dass dieser Name unübersetzbar ist.

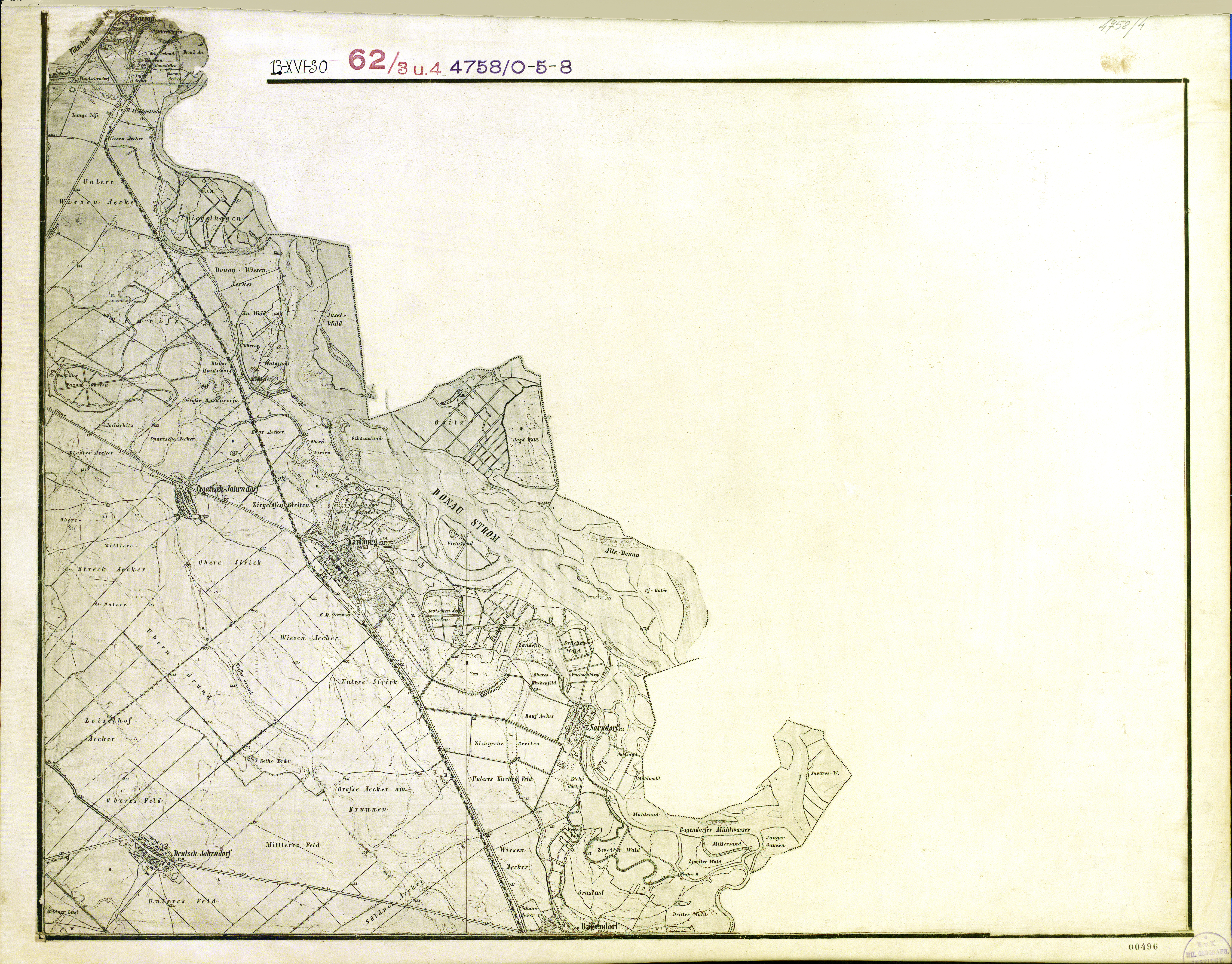
Der spätere „Bratislavaer Brückenkopf“: Engerau/Ligetfalu und südöstliche Umgebung (links oben) um 1873 (Aufnahmeblatt der Landesaufnahme)

Gleichzeitig wurde Bratislava Sitz der Behörden für den slowakischen Teil des neuen Staates und war ab 1928 Hauptstadt des Slowakischen Landes der Tschechoslowakei. Viele ungarische Einwohner verließen die Stadt, da sie hier als Beamte oder Lehrer nicht mehr gebraucht wurden und den tschechoslowakischen Staat ablehnten. Die königlich-ungarische Elisabeth-Universität wurde nach Pécs (Fünfkirchen) „verlegt“; in ihren Gebäuden wurde eine tschechoslowakische Universität neu gegründet. In Bratislava wurden in der Folgezeit viele neue Ämter, Behörden und andere administrative und kulturelle Einrichtungen eröffnet. 1926 wurde in Bratislava die erste Rundfunksendung der Slowakei ausgestrahlt.

### Erste Slowakische Republik und Zweiter Weltkrieg
Unmittelbar nach dem Münchner Abkommen wurde die Stadt von Oktober 1938 bis März 1939 zum Sitz der Regierung der autonomen Slowakei (siehe Geschichte der Tschechoslowakei#Zerschlagung 1938/39). Die noch existierende Tschechoslowakei war gezwungen, am 10. Oktober und im November 1938 die damaligen Vororte Petržalka und Devín, Engerau und Theben, dem Deutschen Reich zu überlassen.
Ab 14. März 1939 war Bratislava Hauptstadt der am gleichen Tag auf Anregung Deutschlands proklamierten ersten slowakischen Republik, ein NS-Marionettenstaat, während das von der NS-Propaganda als „Rest-Tschechei“ bezeichnete Böhmen und Mähren von der deutschen Wehrmacht besetzt wurde.
Zur Zeit der Ersten Slowakischen Republik wurden in Bratislava die Comenius-Universität (damals Slowakische Universität genannt) und die 1939 hierher umgesiedelte „Slowakische Technische Hochschule“ (heute Technische Universität) beträchtlich erweitert und in richtige Universitäten umgewandelt (erste naturwissenschaftliche, chemische, elektrotechnische Fakultät und Ähnliches in der Slowakei). 1940 wurde die erste „Handelshochschule“ (heute Wirtschaftsuniversität) und 1942 die „Slowakische Akademie der Wissenschaften und Künste“ gegründet. Außerdem nahm man zahlreiche Bauvorhaben in Angriff. So wurde 1943 mit dem Bau des heutigen Straßenbahntunnels unter dem Burghügel begonnen, der 1948 dem Verkehr übergeben wurde. Außerdem begann die Errichtung des heutigen Sportareals bei Tehelné pole.
Die jüdischen Pressburger waren ähnlichen Verfolgungen ausgesetzt wie überall im deutschen Machtbereich. Die slowakische Regierung arbeitete diesbezüglich bestens mit dem NS-Apparat zusammen, obwohl sie unter der Leitung eines römisch-katholischen Prälaten stand.

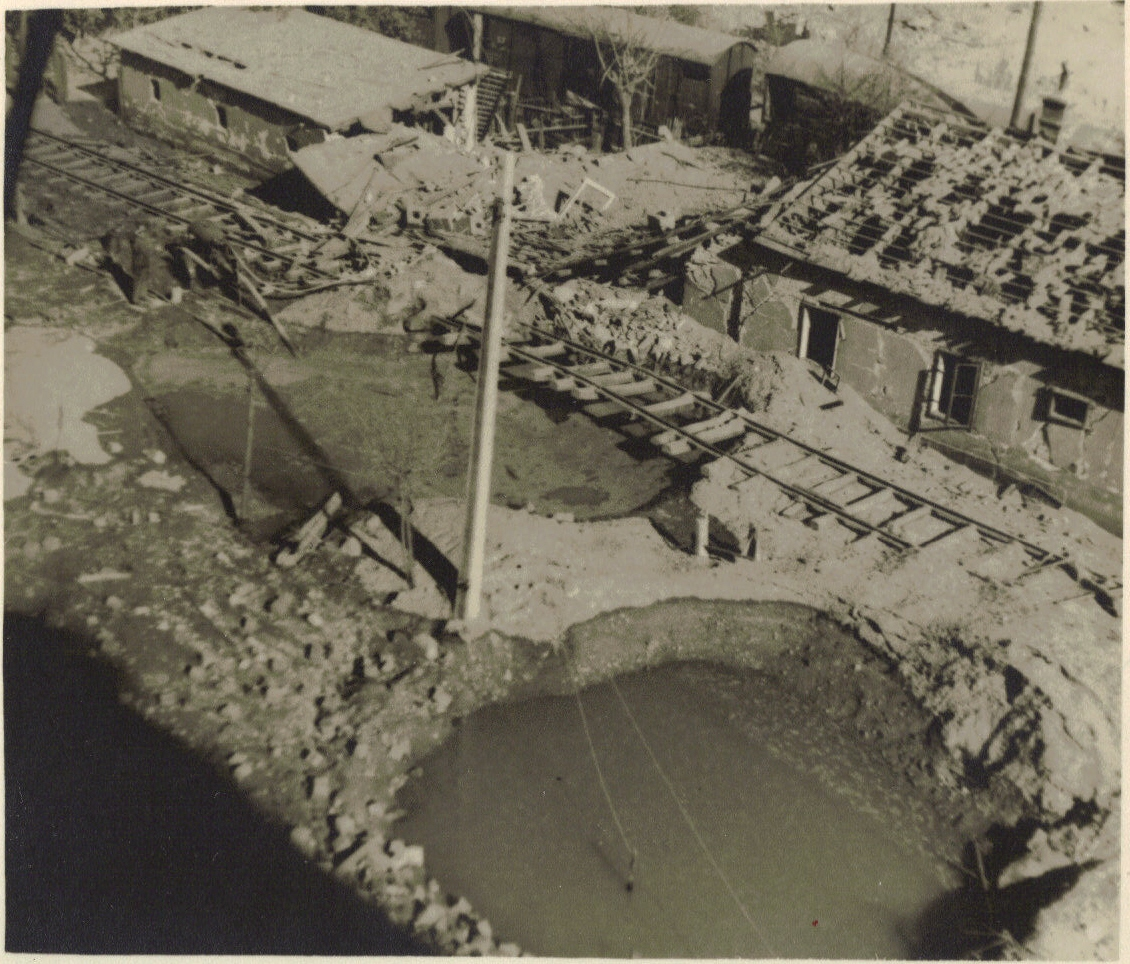
Zerstörte Apollo-Raffinerie nach Luftangriffen der Alliierten, September 1944

Im Juni 1944 kam die Stadt erstmals ins Visier der Alliierten und ihrer Bomberverbände. Beim Angriff am 16. Juni 1944 wurden die Apollo-Raffinerie, Winterhafen sowie Gebäude in deren Umgebung sowie in der Nähe des Präsidentenpalais getroffen. Bis März 1945 folgten fünf weitere amerikanische Luftangriffe, im Frühjahr 1945 wurde die Stadt zudem von sowjetischen Luftstreitkräften bombardiert. Obwohl Bratislava in unmittelbarer Nähe zum Großdeutschen Reich lag, wurde die Slowakei als Satellitenstaat Deutschlands erst nach dem Slowakischen Nationalaufstand im August 1944 von der Wehrmacht besetzt.
Nach der Besetzung der Stadt durch die Rote Armee am 4. April 1945 im Zuge der Bratislava-Brno-Operation wurde die Stadt wieder ein Teil der neu errichteten Tschechoslowakei. Infolge des Krieges veränderte sich die Bevölkerungszusammensetzung dramatisch. Die Deutschen wurden im März 1945 durch deutsche Behörden evakuiert, die wenigen noch in der Stadt verbliebenen deutschen Einwohner später aufgrund der Beneš-Dekrete vertrieben. Ein Großteil der jüdischen Einwohnerschaft war schon während des Krieges in die Konzentrations- und Todeslager des Hitlerreiches deportiert worden oder verließ nun die Stadt. Lebten in Bratislava 1940 noch 20 % Deutsche, so waren es 1961 nur mehr 0,52 %, ebenso sank der Anteil der Einwohner jüdischen Glaubens von 1940 mit knapp 9 % auf fast Null nach dem Krieg. Der Anteil der ungarischen Einwohnerschaft war schon vor dem Krieg ziemlich geschrumpft, der Rest wurde im Rahmen der Beneš-Dekrete vertrieben.

### Nach dem Zweiten Weltkrieg
1944 wurde Karlova Ves eingemeindet. Andere bereits vor 1945 beschlossene Eingemeindungen konnten erst nach dem Ende des Zweiten Weltkrieges vollzogen werden: Am 1. April 1946 erweiterte sich Bratislava um die Orte Devín, Dúbravka, Lamač, Prievoz (heute in Ružinov), Rača, Vajnory und Petržalka (das erste Stadtgebiet auf dem rechten Donauufer). 1947 kamen dann auch die erst am 1. Januar 1972 eingemeindeten Orte Jarovce (ungarisch Horvátjárfalu), Rusovce (Oroszvár) und Čunovo (Dunacsúny) auf Grund der Pariser Friedenskonferenz von Ungarn zur Tschechoslowakei, damit diese den Bratislavaer Brückenkopf erweitern konnte.
In der Folge wurde die während des Zweiten Weltkrieges begonnene starke bauliche und kulturelle Modernisierung der Stadt fortgesetzt: Ab 1948 wurden in der Stadt Filme gedreht, 1949 entstand die Slowakische Philharmonie, 1951 die Slowakische Nationalgalerie, 1953 wurde die bereits 1942–1946 aktive Slowakische Akademie der Wissenschaften wieder begründet; die Rekonstruktion der Burg begann. 1959 wurde die Bratislavaer Galerie eingerichtet. 1956 sendete zum ersten Mal das Slowakische Fernsehen, ab den 1970er Jahren auch vom jetzigen (also dem neueren) Fernsehturm auf dem Kamzík.

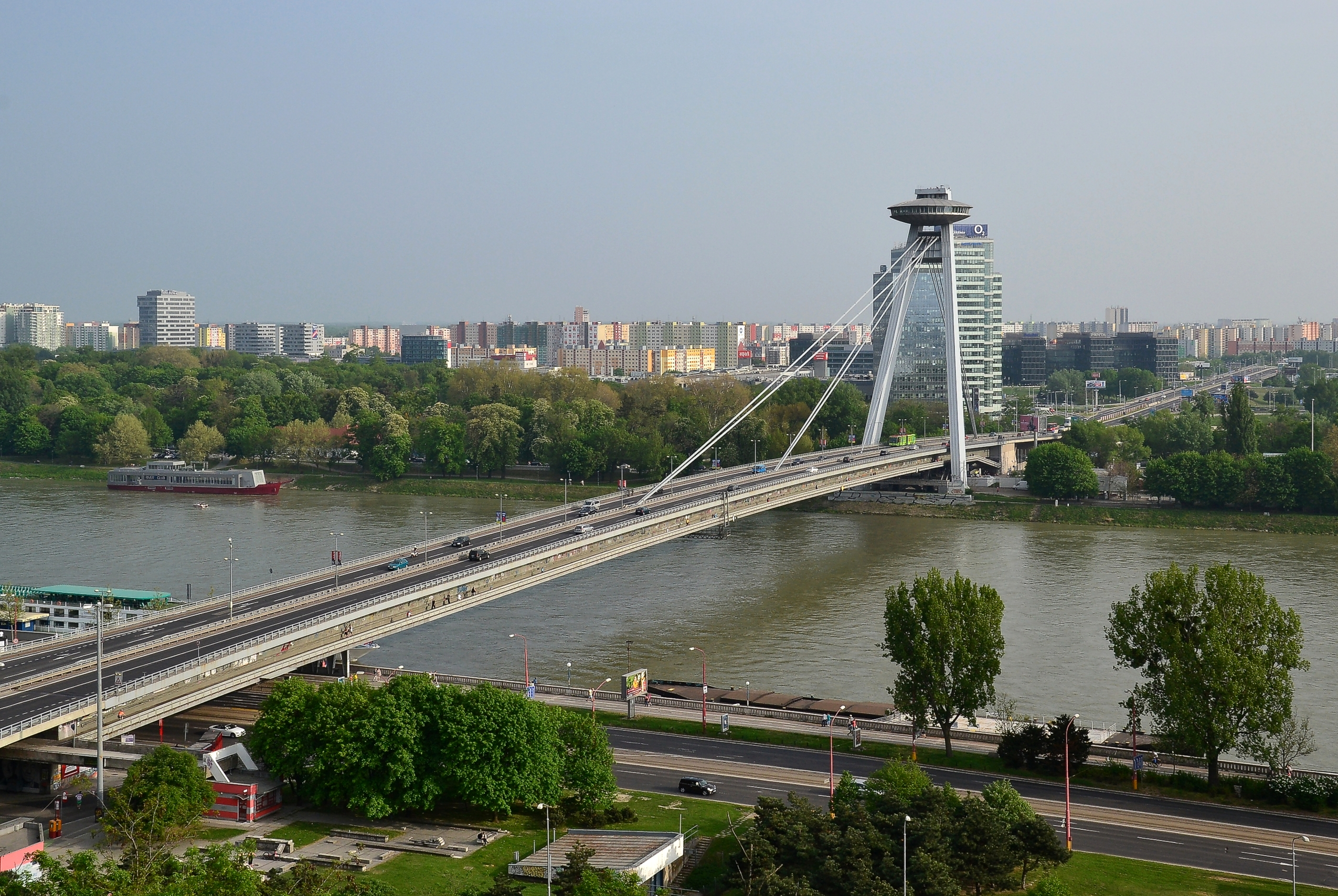
Die Neue Brücke und Stadtteil Petržalka mit seinen Plattenbauten

1960 wurde die Slavín, ein riesiges Denkmal zu Ehren der im Zweiten Weltkrieg gefallenen sowjetischen Soldaten, errichtet. Eine der ersten Gaspipelines aus der UdSSR, mit dem Namen Družba („Freundschaft“), wurde 1962 bis Bratislava fertiggestellt; im gleichen Jahr konnte die Rekonstruktion der Burg abgeschlossen werden. 1965 fanden zum ersten Mal die Bratislavaer Musikfestspiele statt. Eine zweite Donaubrücke (heute Nový most) wurde 1967–1972 gebaut, wobei das jüdische Viertel unterhalb des Burgbergs mit seiner prachtvollen Synagoge zerstört wurde.
Um der starken Bevölkerungszunahme Herr zu werden, errichtete die Stadtverwaltung zwischen 1960 und 1985 riesige sozialistische Wohnsiedlungen in Plattenbauweise (zum Beispiel in Rača, Dúbravka, Lamač, Podunajské Biskupice, 1961–1975 in Ružinov, 1967–1975 in Karlova Ves, 1973–1985 in Petržalka). Allein im Stadtteil Petržalka wurden über 100.000 Menschen angesiedelt. 1985 wurde dorthin die dritte Donaubrücke (Prístavný most) eröffnet.
Ab dem 1. Januar 1968 war die Stadt formal wieder Hauptstadt der Slowakei, dieser Status wurde aber erst mit der Unterzeichnung des Föderationsgesetzes am 30. Oktober 1968 auf der Burg Bratislava und der darin festgelegten beiden Teilrepubliken Tschechische sozialistische Republik und Slowakische sozialistische Republik in Kraft gesetzt. Somit war Bratislava von 1969 bis 1992 Hauptstadt der Slowakei innerhalb des föderativen tschechoslowakischen Staates.
Am 21. August 1968 besetzten Truppen des Warschauer Paktes bei der Niederschlagung des Prager Frühlings auch Bratislava. Am 1. Januar 1972 wurden die Orte Devínska Nová Ves, Podunajské Biskupice, Vrakuňa und Záhorská Bystrica auf der linken Donauseite und Jarovce, Rusovce und Čunovo auf der rechten Donauseite eingemeindet.
In den 1980er Jahren stieg Bratislava, bedingt durch die vielen Investitionen in Infrastruktur und Industrie und die zentrale Rolle für die Slowakei, zur zweitreichsten Stadt des politischen Osteuropas (nach Prag, gemessen am Prokopfeinkommen, siehe auch Wirtschaft der Slowakei) auf.
In den späten 1980er Jahren zeigten sich Vorboten für das Ende des sozialistischen Regimes. Am 25. März 1988 löste die Polizei eine friedliche Demonstration von Katholiken gegen die Kommunisten gewaltsam auf. 1989 überschlugen sich im Herbst dann die Ereignisse, die später Samtene Revolution genannt wurden. Am 15. November 1989 hielt Alexander Dubček seine erste Rede in Bratislava seit 1970, am darauf folgenden Tag und einen Tag vor den großen Protesten in Prag protestierten Studenten slowakischer Universitäten gegen die Kommunisten. Am 19. November wurde die erste nichtkommunistische Partei der Slowakei, die Verejnosť proti násiliu (Öffentlichkeit gegen Gewalt, VPN) gegründet. Tags darauf gab es wieder eine Studentenkundgebung in der Stadt, am 22. November demonstrierten 100.000 Personen auf dem SNP-Platz, weitere Demonstrationen folgten in den Wochen danach.
Die offizielle Einwohnerzahl sank von 441.453 im Jahr 1991 auf 428.672 im Jahr 2001, somit gab es erstmals seit dem späten 18. Jahrhundert einen Bevölkerungsschwund in der Stadt. 1991 wurde das Volkswagenwerk eröffnet, es war bis 1994 ein Joint Venture mit dem schon seit 1972 bestehenden Bratislavaer Autowerk  Bratislavské automobilové závody, an dem VW 80 % und seit 1994 100 % der Anteile hält. 1991 wurde auch die vierte Donaubrücke (Most Lanfranconi) in Betrieb genommen.
1992 verabschiedete das slowakische Parlament am 17. Juli eine Unabhängigkeitserklärung, am 23. Juli beschlossen dann die Premierminister der tschechischen und slowakischen Teilrepubliken die Auflösung der Tschechoslowakei. Am 1. September 1992 beschloss das slowakische Parlament die neue slowakische Verfassung, die am 3. September offiziell auf der Burg Bratislava unterzeichnet wurde. Seit 1. Januar 1993 ist Bratislava Hauptstadt des neu entstandenen Staates Slowakei.

## 21. Jahrhundert

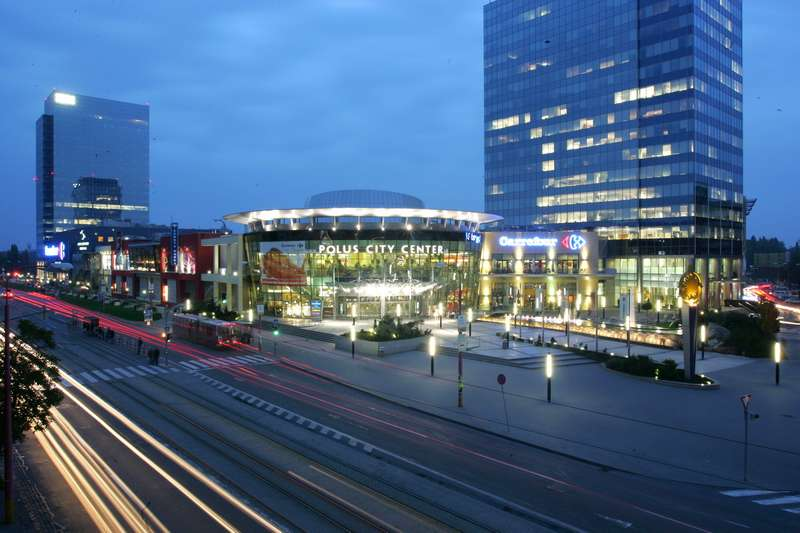
Ein modernes Einkaufszentrum mit Bürohochhäuser im Stadtteil Nové Mesto

2003 wurde bei Volkswagen Bratislava das millionste Auto produziert, in der Fabrik werden seit 2003 die Modelle Touareg, Polo, Seat Ibiza, Golf, Bora 4Motion und deren Varianten produziert. Im selben Jahr begann auch der Bau einer fünften Brücke über die Donau im Stadtgebiet, die Fertigstellung der Apollo-Brücke erfolgte im September 2005. Ein neues Opernhaus an der Straße Pribinova wurde 2007, nach 27 Jahren Bauzeit, feierlich eröffnet.
2003 gründete Bratislava gemeinsam mit dem Trnavský kraj und Landschaftsverbänden in Tschechien, Österreich und Ungarn die Europaregion Centrope, welche z. Z. rund 6 Millionen Einwohner im mitteleuropäischen Zentralraum umfasst. Den Kern der Region stellen die nur rund 60 km voneinander entfernten Twin Citys Wien und Bratislava dar, deren Stadtregierungen in vielfacher Hinsicht kooperieren und eine aufeinander abgestimmte Entwicklung anstreben.
Die geplante Metro Bratislava wurde nicht realisiert, stattdessen konzentriert sich man auf einen Ausbau des Straßenbahnnetzes.

## Ethnische Entwicklung
Die ethnische Zusammensetzung der Stadtbevölkerung in den vergangenen zwei Jahrhunderten entwickelte sich wie folgt:
1850: Deutsche 75 %, Slowaken 18 %, Ungarn 7,5 % (Anmerkung: Alle Einwohnerzahlen vor 1869, sowie die Volkszählung von 1910, sind ungenau)
1880: Deutsche 68 %, Slowaken 8 %, Ungarn 8 %
1910: Deutsche 42 %, Slowaken 17 %, Ungarn 40 % (Anmerkung: Der Zeitraum nach 1848 ist gekennzeichnet durch eine starke Magyarisierung im Königreich Ungarn, so wanderten viele Ungarn nach Pressburg und viele Slowaken und Deutsche bekannten sich als Ungarn)
1919 (August): Deutsche 36 %, Slowaken 33 %, Ungarn 29 %, andere 1,7 %
1930: Deutsche 25 %, Slowaken 33 %, Tschechen 23 %, Ungarn 16 %, Juden 3,833 % (Anmerkung: Auswanderung und Vertreibung vieler Ungarn und vielfache Registrierung der Ungarn als Tschechen oder Slowaken, dazu starke Einwanderung von tschechischen Beamten und Lehrpersonal, dennoch blieben die Deutschen die stärkste Gruppe in der Altstadt; religiöse Juden hatten einen Anteil von zirka 12 %, woraus sich folgern lässt, dass die meisten ethnischen Juden sich als Slowaken oder Deutsche registrieren ließen)
1940: Deutsche 20 %, Slowaken 49 %, Ungarn 9,525 %, Juden 8,78 %
1961: Deutsche 0,52 %, Slowaken 95,15 %, Tschechen 4,61 %, Ungarn 3,44 %, Juden 0 % (Anmerkung: Vertreibung von Deutschen und Ungarn infolge der Benesch-Dekrete, intensive Slowakisierung)
1970: Deutsche 0,5 %, Slowaken 92 %, Tschechen 4,6 %, Ungarn 3,4 %
1991: Deutsche 0,29 %, Slowaken 93,39 %, Tschechen 2,47 %, Ungarn 4,6 %
2001: Deutsche 0,28 %, Slowaken 91,39 %, Tschechen und Mährer 2 %, Ungarn 3,84 %